# 雷射冷卻
雷射冷卻是指運用一道或多道雷射將原子、分子冷卻的技術。1974年，斯坦福大学的T.W.亨施等人提出以激光将气体分子减速的设想。

## 多普勒冷却
多普勒冷却是一种利用多普勒效应达到原子冷却的技术。当激光传播方向与原子运动方向相反时，原子感受到激光的频率比实际频率略高。使激光频率比原子的共振频率略低，原子迎着激光前进时仍然可以吸收光子而进入激发态。当原子从激发态回落至基态时，释放的光子能量比之前吸收的略大，导致原子损失能量。由于入射光子动量方向恒定，而放出的光子的动量角分布是均匀的，原子的动量亦得以改变。

## 诺贝尔奖
1997年的诺贝尔物理学奖授予朱棣文、威廉·丹尼尔·菲利普斯、克洛德·科昂-唐努德日，以表彰他们在激光致冷领域的贡献。